# Gullbrandstorp
Gullbrandstorp – miejscowość (tätort) w Szwecji, w regionie administracyjnym (län) Halland, w gminie Halmstad.
Według danych Szwedzkiego Urzędu Statystycznego liczba ludności wyniosła: 1642 (31 grudnia 2015), 1733 (31 grudnia 2018) i 1770 (31 grudnia 2019).